# Kazagumo
Le Kazagumo (風雲) était un destroyer de classe Yūgumo en service dans la Marine impériale japonaise pendant la Seconde Guerre mondiale.

## Historique
Au cours de la bataille de Midway, le Kazagumo rejoint la force de frappe de l'amiral Nagumo, où il sauve des survivants des porte-avions coulés par les forces américaines. Lors de la bataille des Salomon orientales, le navire opère toujours dans la force de Nagumo.
Dans la bataille des îles Santa Cruz, le destroyer est attribué à la force d'avant-garde avant d'effectuer des transports de troupes à Guadalcanal les 7-10 novembre 1942. Au cours de la bataille navale de Guadalcanal, le Kazagumo rejoint la force de bombardement, secourant des survivants du croiseur Kinugasa. Il escorte ensuite des transports de troupes à Buna, dans les îles de l'Amirauté, à Wewak et Rabaul.
Le Kazagumo évacue des troupes de Guadalcanal les 1er et 4 février 1943, opération Ke, puis aux îles Russell le 7 février. Du 17 au 24 février, il escorte un convoi de troupes de Palau à Wewak puis du 6 au 12 mars un convoi de Palau à la baie Hansa. Il effectue des missions d'escorte entre les Shortlands de Kolombangara le 1er avril puis à nouveau entre les 2 et 3 avril, au cours duquel il est endommagé par une mine dans la baie de Kahili le 3 avril. Des réparations temporaires sont effectuées par le navire dépôt Hakkai Maru à Rabaul, les 17 et 18 avril. Le navire navigue ensuite pour le Japon où il est réparé du 29 avril au 9 juin.
De retour au service actif, le destroyer prend part à une évacuation de troupes à Kiska 29 juillet puis à Kolombangara le 28 septembre. Il participe également à la bataille de Vella Lavella. Après la bataille, le Kazagumo continue ses missions de transport dans le Pacifique.
Le 8 juin 1944, alors qu'il escortait les croiseurs Myōkō et Haguro de Davao à Biak pour une mission de transport, il est torpillé et coulé par le sous-marin USS Hake dans l'embouchure du golfe de Davao (6° 03′ N, 125° 57′ E). Le destroyer Asagumo secourt 133 survivants.